# Run Away with Me
"Run Away with Me" é uma canção gravada pela cantora canadense Carly Rae Jepsen para seu terceiro álbum de estúdio Emotion (2015). Foi composta por Jepsen, Robin Lennart Fredriksson, Mattias Larsson, Oscar Holter, Jonnali Parmenius e Shellback, enquanto sua produção ficou a cargo do último, junto de Holter. A faixa foi estreada na rádio Hit FM em 22 de junho de 2015. A faixa foi lançada em 17 de julho de 2015 pela Interscope Records, como segundo single do disco.

## Performances ao vivo
Em 1 de maio de 2015, Jepsen apresentou "Run Away with Me" num concerto em Beijing, China. Jepsen apresentou a canção no The Today Show em 21 de agosto, em comemoração ao lançamento de Emotion.

## Vídeo musical
O vídeo musical da faixa foi lançado em 17 de julho de 2015 no canal oficial de Jepsen na Vevo e YouTube. Foi dirigido e filmado por David Kalani Larkins. O vídeo foi filmado em Paris, Nova Iorque e Tóquio.

## Faixas e formatos
- Download digital

1. "Run Away with Me" — 4:11

## Desempenho nas tabelas musicais

### Posições
| Tabela musical (2015)     | Melhor posição |
| ------------------------- | -------------- |
| Canadá (Canadian Hot 100) | 83             |

## Histórico de lançamento
| Região         | Data                | Formato                | Gravadora | Ref.   |
| -------------- | ------------------- | ---------------------- | --------- | ------ |
| Espanha        | 22 de junho de 2015 | Contemporary hit radio | UMG       | [ 2 ]  |
| Estados Unidos | 17 de julho de 2015 | Download digital       | UMG       | [ 12 ] |